# Raymond Mindlin
Raymond David Mindlin (Nova Iorque, 17 de setembro de 1906 — Hanover, 22 de novembro de 1987) foi um mecanicista com fundamentais contribuições para a teoria da elasticidade e mecânica aplicada.

## Educação
Em 1924 ingressou na Universidade Columbia, participando de uma série de cursos de verão ministrados por Stephen Timoshenko.

## Carreira
Mindlin resolveu um problema fundamental da teoria da elasticidade em sua tese de doutorado: a determinação do estado de tensões em um semi-espaço elástico infinito submetido a uma carga concentrada aplicada a uma determinada distância de sua superfície horizontal. O resultado por ele obtido é atualmente denominado problema de Mindlin, representando uma generalização de duas soluções clássicas do século XIX, associadas com os nomes de Kelvin e Boussinesq, tornando-se a base para formulações analíticas utilizadas em geotecnia. Seu artigo foi publicado na revista Physics (atualmente Journal of Applied Physics) em 1936, o ano em que Mindlin obteve seu título de doutorado.
Mindlin permaneceu então assistente por dois anos, sendo promovido a instrutor em engenharia civil, e somente em 1940 foi promovido a professor assistente.
Após ter-se retirado em 1942 para trabalhar com engenharia naval em Maryland, Mindlin retornou à Universidade Columbia em 1945 como professor associado, sendo efetivado professor dois anos depois, onde permaneceu até aposentar-se, em 1975.

## Contribuições
Nos Collected Papers of Raymond D. Mindlin (2 volumes, Springer-Verlag, 1989) estão reunidos 129 artigos de sua autoria ou co-autoria. As mais significativas contribuições de Mindlin foram resumidas em 8 artigos elaborados por seus discípulos e eamigos em um livro dedicado a celebrar sua aposentadoria (R.D. Mindlin and Applied Mechanics, Pergamon, 1974), tratando dos assuntos:
- Fotoelasticidade e mecânica experimental;
- Elasticidade tridimensional clássica (incluindo o Problema de Mindlin);
- Contínuo elástico geral;
- Contato friccional e meio granular;
- Ondas e vibrações em placas isotrópicas e anisotrópicas (modelo de placa de Mindlin);
- Propagação de ondas em barras e cilíndros;
- Teoria da eletro-elasticidade e cristais piezoelétricos;
- Estrutura cristalina.

Recebeu a Medalha Theodore von Karman de 1961, e a Medalha Timoshenko de 1964.

## Modelo de placas de Mindlin
Publicou em 1951 um modelo de placas incluindo as deformações cisalhantes transversais não consideradas no modelo clássico de placas de Kirchhoff.

## Publicações
- An Introduction to the Mathematical Theory of Vibrations of Elastic Plates, por R.D. Mindlin, editado por Jiashi Yang, World Scientific, 2007.